# Cargolet pitclar
El cargolet pitclar (Cantorchilus leucotis) és un ocell de la família dels troglodítids (Troglodytidae).

## Hàbitat i distribució
Habita el sotabosc, clars, pantans i manglars a les terres baixes, des de l'est de Panamà, cap al sud, a través de Colòmbia, Veneçuela i les Guaianes, fins al centre, est i el nord-est del Brasil, est de l'Equador i del Perú, nord-oest de Bolívia i est de Paraguai